# اریز تال
اریز تال (عبری: ארז טל؛ زادهٔ ۲۷ ژوئیهٔ ۱۹۶۱) مجری تلویزیون، و بازیگر سینما اهل اسرائیل است. وی از سال ۱۹۸۳ میلادی تاکنون مشغول فعالیت بوده‌است.